# Ryszardów (powiat piotrkowski)
Ryszardów – wieś w Polsce, położona w województwie łódzkim, w powiecie piotrkowskim, w gminie Gorzkowice.
Do 2024 r. miejscowość była częścią wsi Plucice. W latach 1975–1998 Ryszardów administracyjnie należał do województwa piotrkowskiego.